# Darius Vassell
Darius Vassell (Birmingham, 13 giugno 1980) è un ex calciatore inglese, di ruolo attaccante.

## Carriera

### Club

#### Aston Villa
Inizia la carriera entrando nella School of Excellence dell'Aston Villa. Durante la permanenza ha stabilito un record per il club segnando 39 gol in una sola stagione. Ha fatto il suo debutto in prima squadra come sostituto in una vittoria per 3-1 contro il Middlesbrough nell'agosto del 1998.
Le migliori qualità di Vassell erano la sua velocità e l'agilità. I fan di Aston Villa lamentarono il fatto che le sue migliori prestazioni sembrano venire fuori con la nazionale inglese, aiutando negli ultimi 15 a 20 minuti di gioco la difesa, con il suo ritmo eccezionale. Alla fine del contratto venne acquistato dai Citizens. 	

#### Manchester City
Vassell è stato ceduto al Manchester City nel luglio 2005 per 2 milioni di sterline. Durante la sua prima stagione con la squadra, segna 8 gol in campionato in 36 partite, formando un partenariato efficace con Andrew Cole. Inoltre, ha aiutato i Blues nei quarti di finale della FA Cup, segnando due gol nelle cinque partite di coppa. Ha svolto parte della stagione con un problema di ernia, che ha richiesto un intervento chirurgico verso la fine della stagione.
Nella stagione 2007-2008, gli è stato assegnato il numero 12. Nella seconda metà della stagione, scese in campo come centrocampista, e l'allenatore Sven-Göran Eriksson adottava una formazione difensiva 4-5-1. Gli è stato proposto di entrare nel club turco del Beşiktaş con un'offerta 1 milione di sterline, rifiutandolo. Ha segnato il suo 50º gol in Premier League il 10 febbraio 2008 nella vittoria contro i rivali locali del Manchester United, mentre il 20 aprile ha segnato il primo gol nella vittoria, finita poi per 3-1 contro il Portsmouth. Ha giocato solo 15 partite nel campionato 2008-2009 ed è stato uscito dalla squadra alla fine della stagione per la scadenza del contratto.

#### MKE Ankaragücü
Nel luglio 2009 firma con la squadra turca dell'MKE Ankaragücü Circa 3.000 fan hanno celebrato il suo arrivo. Ha segnato il suo primo gol in Süper Lig contro il Manisaspor nella seconda settimana della stagione. Al termine della stagione 2009-10 è scaduto il contratto con la squadra.

#### Leicester City
Il 20 ottobre 2010 ha firmato per la squadra inglese del Leicester City su un contratto biennale fino al termine della stagione 2011-2012, ricongiungendosi di nuovo con l'ex allenatore del City e dell'Inghilterra Sven-Göran Eriksson. Ha segnato il suo primo gol in una vittoria per 5-1 contro i Doncaster Rovers l'11 dicembre 2010, mentre il secondo gol contro l'Hull City in una vittoria per 1-0. I suoi primi gol nella stagione 2011-2012 sono stati contro il Southampton e nel derby, vincendole entrambe. Il 29 ottobre ha subito un grave infortunio al ginocchio (rottura del legamento crociato anteriore) in una partita contro il West Ham United che lo ha escluso per il resto della stagione. Dopo l'infortunio ha lasciato il club il 30 giugno e non ha avuto ulteriori offerte da altre società calcistiche, decidendo così di chiudere la sua carriera da calciatore nel 2012 con 358 presenze e 66 reti segnate.

### Nazionale
Ha fatto il suo debutto in Inghilterra il 13 febbraio 2002, nella partita contro i Paesi Bassi, finendo la partita in pareggio (1-1). Altri giocatori esordienti nonché compagni di squadra sono stati Michael Ricketts e Wayne Bridge. Successivamente ha partecipato al Campionato mondiale di calcio 2002 svoltasi in Corea del Sud e Giappone. Ha debuttato nella partita di apertura del gruppo F contro la Svezia. Il contributo positivo della sua carriera è stata messa un po' in ombra dopo gli errori commessi, nei calci di rigore dei quarti di finale di Euro 2004 contro i padroni di casa del Portogallo. Sbagliò l'ultimo tiro dal dischetto nel calci di rigore, permettendo al Portogallo di battere l'Inghilterra e mandarla fuori dal torneo. Da quella volta non ha più fatto apparizioni nella squadra nazionale.

## Statistiche

### Presenze e reti nei club
Statistiche aggiornate al 28 aprile 2012.
| Stagione               | Squadra                | Campionato             | Campionato | Campionato | Coppe nazionali | Coppe nazionali | Coppe nazionali | Coppe continentali | Coppe continentali | Coppe continentali | Altre coppe | Altre coppe | Altre coppe | Totale | Totale |
| Stagione               | Squadra                | Comp                   | Pres       | Reti       | Comp            | Pres            | Reti            | Comp               | Pres               | Reti               | Comp        | Pres        | Reti        | Pres   | Reti   |
| ---------------------- | ---------------------- | ---------------------- | ---------- | ---------- | --------------- | --------------- | --------------- | ------------------ | ------------------ | ------------------ | ----------- | ----------- | ----------- | ------ | ------ |
| 1997-1998              | Aston Villa            | PL                     | 0          | 0          | -               | -               | -               | -                  | -                  | -                  | -           | -           | -           | 0      | 0      |
| 1998-1999              | Aston Villa            | PL                     | 6          | 0          | FACup+CdL       | 1+1             | 0               | CU                 | 3                  | 2                  | -           | -           | -           | 11     | 2      |
| 1999-2000              | Aston Villa            | PL                     | 11         | 0          | FACup+CdL       | 1+5             | 0               | -                  | -                  | -                  | -           | -           | -           | 17     | 0      |
| 2000-2001              | Aston Villa            | PL                     | 23         | 4          | FACup+CdL       | 3+1             | 1+0             | Int                | 3                  | 0                  | -           | -           | -           | 30     | 5      |
| 2001-2002              | Aston Villa            | PL                     | 36         | 12         | FACup+CdL       | 1+1             | 0               | Int+CU             | 6                  | 0                  | -           | -           | -           | 44     | 14     |
| 2002-2003              | Aston Villa            | PL                     | 33         | 8          | FACup+CdL       | 1+3             | 0+3             | Int                | 1                  | 0                  | -           | -           | -           | 38     | 11     |
| 2003-2004              | Aston Villa            | PL                     | 32         | 9          | FACup+CdL       | 1+6             | 0+1             | -                  | -                  | -                  | -           | -           | -           | 39     | 10     |
| 2004-2005              | Aston Villa            | PL                     | 21         | 2          | FACup+CdL       | 0+1             | 0+1             | -                  | -                  | -                  | -           | -           | -           | 22     | 3      |
| Totale Aston Villa     | Totale Aston Villa     | Totale Aston Villa     | 162        | 35         |                 | 26              | 6               |                    | 13                 | 2                  |             |             |             | 199    | 43     |
| 2005-2006              | Manchester City        | PL                     | 36         | 8          | FACup+CdL       | 4+1             | 1+1             | -                  | -                  | -                  | -           | -           | -           | 41     | 10     |
| 2006-2007              | Manchester City        | PL                     | 32         | 3          | FACup+CdL       | 4+0             | 2+0             | -                  | -                  | -                  | -           | -           | -           | 36     | 5      |
| 2007-2008              | Manchester City        | PL                     | 27         | 6          | FACup+CdL       | 3+2             | 0               | -                  | -                  | -                  | -           | -           | -           | 32     | 6      |
| 2008-2009              | Manchester City        | PL                     | 8          | 0          | FACup+CdL       | 1+0             | 0               | CU                 | 6                  | 1                  | -           | -           | -           | 15     | 1      |
| Totale Manchester City | Totale Manchester City | Totale Manchester City | 103        | 17         |                 | 15              | 4               |                    | 6                  | 1                  |             |             |             | 124    | 22     |
| 2009-2010              | MKE Ankaragücü         | SL                     | 22         | 4          | TK              | 3               | 0               | -                  | -                  | -                  | -           | -           | -           | 25     | 4      |
| 2010-2011              | Leicester City         | FLC                    | 31         | 4          | FACup+CdL       | 1+0             | 0               | -                  | -                  | -                  | -           | -           | -           | 32     | 4      |
| 2011-2012              | Leicester City         | FLC                    | 13         | 2          | -               | -               | -               | -                  | -                  | -                  | -           | -           | -           | 13     | 2      |
| Totale Leicester City  | Totale Leicester City  | Totale Leicester City  | 44         | 6          |                 | 1               | 0               |                    |                    |                    |             | -           | -           | 45     | 6      |
| Totale carriera        | Totale carriera        | Totale carriera        | 331        | 62         |                 | 45              | 10              |                    | 19                 | 3                  |             | -           | -           | 395    | 75     |

### Cronologia presenze e reti in nazionale
| Cronologia completa delle presenze e delle reti in nazionale ― Inghilterra | Cronologia completa delle presenze e delle reti in nazionale ― Inghilterra | Cronologia completa delle presenze e delle reti in nazionale ― Inghilterra | Cronologia completa delle presenze e delle reti in nazionale ― Inghilterra | Cronologia completa delle presenze e delle reti in nazionale ― Inghilterra | Cronologia completa delle presenze e delle reti in nazionale ― Inghilterra | Cronologia completa delle presenze e delle reti in nazionale ― Inghilterra | Cronologia completa delle presenze e delle reti in nazionale ― Inghilterra |
| Data                                                                       | Città                                                                      | In casa                                                                    | Risultato                                                                  | Ospiti                                                                     | Competizione                                                               | Reti                                                                       | Note                                                                       |
| -------------------------------------------------------------------------- | -------------------------------------------------------------------------- | -------------------------------------------------------------------------- | -------------------------------------------------------------------------- | -------------------------------------------------------------------------- | -------------------------------------------------------------------------- | -------------------------------------------------------------------------- | -------------------------------------------------------------------------- |
| 13-2-2002                                                                  | Amsterdam                                                                  | Paesi Bassi                                                                | 1 – 1                                                                      | Inghilterra                                                                | Amichevole                                                                 | 1                                                                          | 80’                                                                        |
| 27-3-2002                                                                  | Leeds                                                                      | Inghilterra                                                                | 1 – 2                                                                      | Italia                                                                     | Amichevole                                                                 | -                                                                          | 46’                                                                        |
| 17-4-2002                                                                  | Liverpool                                                                  | Inghilterra                                                                | 4 – 0                                                                      | Paraguay                                                                   | Amichevole                                                                 | 1                                                                          | 55’                                                                        |
| 21-5-2002                                                                  | Seogwipo                                                                   | Inghilterra                                                                | 1 – 1                                                                      | Corea del Sud                                                              | Amichevole                                                                 | -                                                                          |                                                                            |
| 26-5-2002                                                                  | Kobe                                                                       | Inghilterra                                                                | 2 – 2                                                                      | Camerun                                                                    | Amichevole                                                                 | 1                                                                          | 75’                                                                        |
| 2-6-2002                                                                   | Saitama                                                                    | Svezia                                                                     | 1 – 1                                                                      | Inghilterra                                                                | Mondiali 2002 - 1º turno                                                   | -                                                                          | 74’                                                                        |
| 12-6-2002                                                                  | Nagai                                                                      | Nigeria                                                                    | 0 – 0                                                                      | Inghilterra                                                                | Mondiali 2002 - 1º turno                                                   | -                                                                          | 77’                                                                        |
| 21-6-2002                                                                  | Shizuoka                                                                   | Inghilterra                                                                | 1 – 2                                                                      | Brasile                                                                    | Mondiali 2002 - Quarti di finale                                           | -                                                                          | 79’                                                                        |
| 16-10-2002                                                                 | Southampton                                                                | Inghilterra                                                                | 2 – 2                                                                      | Macedonia                                                                  | Qual. Euro 2004                                                            | -                                                                          | 59’                                                                        |
| 12-2-2003                                                                  | Londra                                                                     | Inghilterra                                                                | 1 – 3                                                                      | Australia                                                                  | Amichevole                                                                 | -                                                                          | 46’                                                                        |
| 2-4-2003                                                                   | Sunderland                                                                 | Inghilterra                                                                | 2 – 0                                                                      | Turchia                                                                    | Qual. Euro 2004                                                            | 1                                                                          | 57’                                                                        |
| 22-5-2003                                                                  | Durban                                                                     | Sudafrica                                                                  | 1 – 2                                                                      | Inghilterra                                                                | Amichevole                                                                 | -                                                                          | 65’                                                                        |
| 3-6-2003                                                                   | Leicester                                                                  | Inghilterra                                                                | 2 – 1                                                                      | Serbia e Montenegro                                                        | Amichevole                                                                 | -                                                                          | 61’                                                                        |
| 11-6-2003                                                                  | Middlesbrough                                                              | Inghilterra                                                                | 2 – 1                                                                      | Slovacchia                                                                 | Qual. Euro 2004                                                            | -                                                                          | 58’                                                                        |
| 11-10-2003                                                                 | Istanbul                                                                   | Turchia                                                                    | 0 – 0                                                                      | Inghilterra                                                                | Qual. Euro 2004                                                            | -                                                                          | 68’                                                                        |
| 31-3-2004                                                                  | Göteborg                                                                   | Svezia                                                                     | 1 – 0                                                                      | Inghilterra                                                                | 100º anniversario Federazione Svedese                                      | -                                                                          | 12’                                                                        |
| 1-6-2004                                                                   | Manchester                                                                 | Inghilterra                                                                | 1 – 1                                                                      | Giappone                                                                   | Amichevole                                                                 | -                                                                          | 77’                                                                        |
| 5-6-2004                                                                   | Manchester                                                                 | Inghilterra                                                                | 6 – 1                                                                      | Islanda                                                                    | Amichevole                                                                 | 2                                                                          | 46’                                                                        |
| 13-6-2004                                                                  | Lisbona                                                                    | Inghilterra                                                                | 1 – 2                                                                      | Francia                                                                    | Euro 2004 - 1º turno                                                       | -                                                                          | 69’                                                                        |
| 17-6-2004                                                                  | Coimbra                                                                    | Inghilterra                                                                | 3 – 0                                                                      | Svizzera                                                                   | Euro 2004 - 1º turno                                                       | -                                                                          | 72’                                                                        |
| 21-6-2004                                                                  | Lisbona                                                                    | Croazia                                                                    | 2 – 4                                                                      | Inghilterra                                                                | Euro 2004 - 1º turno                                                       | -                                                                          | 72’                                                                        |
| 24-6-2004                                                                  | Lisbona                                                                    | Portogallo                                                                 | 2 – 2 dts (6 – 5 dtr)                                                      | Inghilterra                                                                | Euro 2004 - Quarti di finale                                               | -                                                                          | 27’                                                                        |
| Totale                                                                     |                                                                            | Presenze                                                                   | 22                                                                         |                                                                            | Reti                                                                       | 6                                                                          |                                                                            |

## Palmarès

### Club
- Coppa Intertoto UEFA: 1

Aston Villa: 2001